# Музеум редкости при војној болници у Београду
Музеум редкости при Војној болници у Београду, основан 1844. године, био је прва државна музеолошка установа у Књажеству Србија, основана са циљен да послужи развитку медицине и научне мисли међу Србима, у тек од Османлијског царства ослобођеним деловима Србије. У историјском раздобљу када у Кнежевини Србији није било медицинских школа нити факултета, и када је радило свега двадесетак лекара, школованих у иностранству, Музеј је био замишљен као репозиторијум предмета за будуће образовне установе и као место сабирања и чувања природне (покртетне) баштине. Иако је тешко доћи до одговора на питање на који начин су патолошки препарати били коришћени у едукацији, а имајући у виду да су патолошка анатомија и тератологија у то време већ биле науке у успону у
научним центрима западног света, Србији, која је тек била извојевала своју аутономију унутар Османскогг царства, тек предстојао дуг пут ка стварању услова за
научни рад у области медицине.

## Услови који су претходили оснивању Музеума
Након Првог и Другог српског устанка, 1804. и 1815. године, створени су први услови не само за настанак Кнежевине Србије услови за установљење и развој просветних, црквених, здравствених, културних и политичких институција, којима је пртходило доношења Другог (1830), Трећег (1833) и  нарочито Четвртог хатишерифа (1838) султана Махмуда Хана, када су утемељене основе за функционисање и развој државних али и културних других институција.

Систематско уређење здравствене службе у Кнежевини Србији започето је већ 1839. године, након доношења указа о Устројенију Централног правленија Књажества Србскога. Здравствена служба, или „санитет“, како се тада говорило, стављена је под управу министра унутрашњих дела (попечитеља внутрених дела), у оквиру посебног одељења под називом Одељење карантинско-санитетско. Делокруг Одељења била је заштита живота и здравља народа, која се спроводила кроз две врсте институција: карантински санитет и грађански санитет. Највећа пажња је била посвећена карантинском санитету који је имао задатак да спречи уношење епидемијских болести, у првом реду куге и колере, у земљу.
Карантински санитет се састојао од карантина у пограничним местима ка Турској царевини, у којима су се путници и роба задржавали између две и четири недеље, при чему се сва роба дезинфиковала. Поред карантина, чинили су га и „састанци“, места на граничној линији која су служила за трговачке договоре и плаћање робе и на крају, око целе земље је постојао „санитетски кордон“ који је био под будним надзором стражара.
Грађански санитет су чинили окружни лекари и физикуси, за чији рад су 1839. године издата Упутства са снагом закона. За првог начелника Одељења, указом кнеза Милоша од 15. марта 1839. године био је постављен др Карло Пацек.
Брига о здрављу војске била је у надлежности Војног одељења истог Министарства, које је у оквиру свог извршног органа, Главног штаба гарнизона, за здравствена питања имао прописано место штабних доктора. За првог штабног доктора именован је 18. јула 1839. године др Емерих Линденмајер (који ће 1844. године бити један од иницијатор и осивача Музеума редкости), јер су упоредо са развојем здравствене службе, текли су и процеси оснивања и организовања других установа, пре свега образовних, правосудних, културних и научних. Како је Србија оскудевала у образованим  „отачественим синовима“, државна управа, образовање и санитет, били поверени школованим Србима из „прека“ и странцима који су узимали српско држављанство и остајали да живе у Србији.
Након смене династија на кнежевском престолу, 1842, политичке прилике су се  у Кнежевини Србији стабилизовале 1844. године. Следио је напредак који је остварен у разним областима државне управе, који је постао видљив кроз читав низ закона који су донети у тој години, као што су Грађански закон, Закон о школама (Устројеније јавног училишног наставленија), Указ о оснивању Главне војне болнице (Устројеније шпитаља централне војске) и Указ о забрани рушења старих градова и њихових развалина. У истој години основана су и два музеја – Музеум сербски, данас Народни музеј у Београду и Музеум редкости, први медицински музеј у Србији.

## Историја
Музеум редкости основан је 1844. године, истовремено са Народним музејом у Београду у тадашњој Кнежевини Србији, у Централној војна болница у насељу Палилула, основаној на основу Указа кнеза Александра Карађорђевића, од 2. марта 1844. године..
Његови оснивачи били који су били, др Емерих Линденмајер, штабни лекар (главни војни лекар) и Флоријан Бирг, штабни хирург, према њиховим речима, да послужи „не само поученију у љекарском смислу, но и развитку ума уобште“ и да ће од велике користе бити „и за садашњост, а навластито и за потомство“.
О оснивању Музеја Српска јавност је била обавештена 8. јула 1844. године путем штампе текстом под насловом Позив, који су заједнички потписали његови оснивачи; др Линденмајер и др Бирг, и у коме је између осталог писало:
Држећи се обште примјећеног основа, да се на озбиљно напредовање не може онде помислити, гди се негледи, да се свака струка људскога знања од вештака обдјела и, колико је могућно, у савршенство доведе, а из призренија тога, што су неке гране знања таковога рода, ди нигда није прерано, да се о њима радити почне; предузели су патологическе, т. ј. у струку медицине спадајуће, предмете скупљати, 222 имајући при овом предпријатију то пред очима, што се у истом смотренију може данас таково што појавити, које се другиј пут догодити неће; и што би и ово, кад би се небреженију и немарности из вида изпустило, једанпут за свагда изгубљено било...Будући у Београдском војеном шпитаљу доста мјеста има, и ништа на путу нестои да се за установленије народног Музеума таково и распространи, зато би могли ревнитељи предмете из јестествене такођер историје као што су редко налазеће се животиње или пак частице од редки, или већ никако више несуштествујући животиња истима допеподписанима припослати, тврдо увјерени, да ће се све ово, не само са усрдном благодарносћу примати, него и као народна светиња хранити и сачувати. У Београду.
Овај позив је био упућен лекарима, чиновницима и „ревнитељима“ (присталицама ове идеје) који су у том периоду живели и радили у унутрашњости Кнежевине Србије, како би обратили пажњу на „медицинске необичности” које срећу у пракси и почели да их прикупљају за обогађивање збирке Музеума.
Пишући о оснивању Музеум редкости при војној болници у Београду, Јован Жујовић наводи следећи податак:
„Књаз Милош Обреновић Први јесте и први оснивач јестаственичке збирке у Србији. У његовом конаку у Крагујевцу виђале су се кости од препотопних животиња и други знаменити природни предмети, докле није наредио да се те ствари у војену болницу пренесу, тамо чувају и даље прикупљају. Наредба је Књажева испуњена и збирка је се, благодарећи заузимљивости старих војних лекара, прилично попунила.“
Међутим око ове Кнежеве донације Музеуму има доста недореченог, јер Жујовић не наводи имена „старих војних лекара“, док Линденмајер ни у једном од својих текстова о Музеуму не спомиње збирку Кнеза Милоша, већ наводи да је музејска збирка, у почетку, била његово и Биргово приватно власништво. Из неколико разлога изгледа мало вероватно да је кнез Милош могао да донесе одлуку о смештању своје збирке у Војну болницу у Београду. Након Милошевог пада са власти и одласка из Србије јуна 1839. године, у његовом конаку у Крагујевцу, у просторији званој „музеум“, остала је минералошка збирка, која је била поклон барона Сигмунда фон Хердера (Sigismund/Sigmund August Wolfgang von Herder, 1776—1838). Могуће је да је поред те збирке, у „музеуму“ било и других природних предмета али се поставља питање који би могао да буде Кнежев мотив за њихово издвајање и слање у Београд.
За чувара Музеума редкости одређен је Флоријан Бирг, који је своју дужност штабног хирурга и старање о болесницима, свакодневно обављао у Болници. Линденмајер је, као штабни доктор, имао многобројна задужења у Главном штабу гарнизона, а једно од њих је био надзор над радом болнице.
Када је Линдермајер, 23. јуна 1845. године био унапређен у служби постављењем на место начелника Санитетског одељења Министарства унутрашњих дела, са тог места, он је наредне године обезбедио подршку Министарства раду Музеју, у чијем је фонду до тада било сакупљено око сто предмета.

Дана 31. јануара 1846. године, у циљу бољег увида у стање здравља народа, као и увида у рад лекара, Санитетско одељење је прописало Правила за писање извештаја окружних лекара и физикуса. Тачка 9. Правила гласила је: „Јесу ли се какве природне редкости појавиле у људству или у марви?“, којим је наложено да се пронађене реткости шаљу Министарству. Овим Правилником окружним властима и самих лекара је скренута пажња на питања обогаћивање музејске збирке, што је убрзо показало резултате. Само две недеље по прописивању Правила, Музеј је добио један зоолошки препарат послат од Начелства шабачког округа, уз извештај Сек. Радивој Милованчевић Нач. мајор Добросав Здравковић:
„Ноћу између 31. пр. м. и 1. о. м. ојагњила је једна овца у селу Јеленчи срезу посавско- тамнавском овог окружја једно јагње мртво, у кога на глави мјесто природна два ока, насред чела само једно налазеће се, но и ово једно опет није уредно сочињено но јако се примјетити даје да оно из оба ока у једно састоји се. Доња вилица уредна је, на горњој пак вилици нема носа, нити костију нити зуба, но само једно парче коже, зато не би могло ово живети никако, јербо неби се у овоме стању ранити могло. Одсечену од овог јагњета главу, које је женско било, и на своје време ојагњило се, Нач. је ово предало физикусу окр, тек је он у спиритусу сачувао, и зато оно исту као природе редкост шиље висoкосл. П. в. д. на усмотреније.“.

## Смештај
У војној болници у Београду (која је на спрату имала 7 одељења, а у приземљу 10 просторија) у једну од већих болничких просторија, у десном крилу приземља смештен је Музеум редкости. Иако се налазио уз лекарску канцеларију, једини улаз Музеум је имао из једне мање просторије означене у скици Болнице из 1872. године као „соба за оружје болничарске трупе“. Димензије просторије, која је била дугачка 7,4, а широка 6,5 метара и имало површину 48,1 м2, указује  на две чињенице — да је Музеј сматран веома важним делом Болнице и да је приступ музејској просторији био строго контролисан.
Његово оснивање у окриљу Војног санитета било је одређено двема чињеницама – покретањем идеје од стране војних лекара и прилагање у иницијални фонд Музеја, предмете који су били њихово власништво, а друго, Војна болница је у то време имала одговарајући смештај, за разлику од грађанске болнице у Београду, која је била смештена у малим и неподесним кућама узетим под закуп,које су најчешће биле недовољне и за смештај болесника.

## Збирка
Збирка музеја је садржала је „...изроде (монстре), производе болести, и разне друге редкости природне, као из Царства Животиња: редкости животиња четвороножни,
птица, змиа, корнача, буба, (нечитко), окамењене части неки сада несуштествујући више животиња; из Царства руда: разне руде и различито камење, и тако овај музеум народни редкости, премда без средстава зачеђен, брои за сада 288 комада предмета...распоређене у три збирке:
- патолошку збирку
- тератолошке збирку („збирку наказа”),
- збирку препарата из хумане медицине.

Од оснивања музеја, током наредне деценије, збирка се непрестано увећавала препаратима које су у музеј повремено слали лекари из целе Србије.

## Намена и задаци Музеума
Оснивање Музеума и сабирања предмета у оквиру његових поставки, поред обуке будућих школованих Срба, имало је и циљ установљење, у будућности, „народног Музеума“, који би најпре требало да буде музеј отворен за јавност, а не само музеј доступан лекарима. Због просторних могућности у Војној болници, услова за прерастање збирке у прави музеј је било, па је речено да је пожељно да се сабирањем обухвате и предмети из области природне историје. Очигледно је намера оснивача била да се оформи један природњачки музеј који би омогућавао чување и представљање националне природне баштине. Његов смештај у болници, као и руковођење од стране лекара, нису били неуобичајени, јер су лекари учећи на првој години студија и предмет природна историја, били и најсвестраније образовани „природњаци“ тог времена, а поред наведених предмета, медицинари су током једног семестра учили и ветеринарску медицину.
Такође оснивање Музеума се показало неопходно не само ради сабирања и чувања, већ и ради трајног очувања прикупљеног материјал јер је Музеум, како су говорили његови оснивачи „и за садашњост, а навластито и за потомство од велике користи бити“.
Могуће је да је на већ постојећу свест о потреби очувања природне баштине утицај имао и Указ о забрани рушења старих градова и њихових развалина – први акт о заштити споменика културе у Србији, који је ступио на снагу четири месеца раније, па можемо сматрати да је један од његових задатака био и очување покретних културних добара Србије.

## Престанак рада Музеума
Иако је 1853. године осигурано финансирање Музеума и подстакнуло залагање лекара и чиновника да прикупљају предмете за Музеј, и представљало солидну основу за његов бољи развој у будућности, већ идућа 1854. година најавила је значајне промене. Наиме године 1854, др Владан Ђорђевић, забележио је следеће:
„вођена је повелика преписка о музеуму природних рједкости. Ректор Лицеума, на предлог професора јестествене историје, тражио је да се та збирка уступи Јестаственичком кабинету лицеја, где би се научно разделила, и где би се за наставу употребила у место, што овако са свим без користи лежи у војној болници. Попечитељство испрва није хтело да чује за уступање тог свог музеума лицеју у сопственост, него је само одобравало да дотични професор, кад му треба за предавања, узима на цедуљу предмете, па после да их враћа; али сад се умешало попечитељство правосудија и просвјештенија за уступање збирке лицеју и при крају године као да је та драгоцена збирка пренесена у кабинет лицеума“.
Похрањене у болници током једне деценије, музејске збирке, који су ипак ретко биле предмет проучавања тадашњих малобројних лекара, приморала је осниваче Музеја да су након десетак година постојања Музеума редкости, део збирке преда за:
- Зоолошку и минералошку збирка Лицеју 1855. године за потребе наставе јестаственице
- Патолошка збирку, која је садржала зоолошке и хумане препарате, почетком шездесетих година 19. века, тек основаном Јестаственом одељењу Народног музеја.

Збирке су преузели на старање лекари, чланови Друштва српске словесности – на Лицеју др Јосиф Панчић, оснивач и управник Јестаственичког кабинета, а у Народном музеју управник др Јанко Шафарик.
Издвајање природно-историјских збирки из Музеума редкости и њихово прикључење фонду Јестаственичког кабинета Лицеја имало је двојни ефекат. С једне стране, обогаћени фонд Јестаственичког кабинета постао је боља основа за очигледну наставу и залог за будућност у којој ће постати темељ Музеја српске земље односно потоњег Природњачког музеја. С друге стране, Линденмајерова идеја о развијању Музеума редкости ка националном музеју природне историје није остварена али су фонд сада чиниле само патолошке збирке, па је у том смислу музеј, након издвајања збирки, постао примарно медицински, односно први тератолошки и патолошки музеј у Србији.
У Историји српског војног санитета Владана Ђорђевића, наводи се да да су највероватније, након издвајања предмета, за напред наведене збирке у Музеуму у 
војној болници остале само два збирке предмета важних за медицину,
- „Наказе — коју су чинили патолошки препарати животиња са малформацијама у развоју (наказе), неколико црва, глиста и кокошијих јаја
- „Производи разних болујућих живота“ — коју су чинили фетуси и хумани патолошки препарати.

По врсти и целинама, укупан број предмета преосталих у Музеуму био је 45.

На основу докумената сачуваних у Архиву Србије, у фонду Лицеја, са великом вероватноћом (иако посредно), може да се установи да је Музеум редкости у Војној болници расформиран 1862, или најкасније 1863. године, на основу одлуке др Мишковичева „Првог штаб-хирурга” који је закључио: 
Да Музеј нема коме да препусти или стави у дужност, те да би било корисније да музејска просторија буде употребљена за проширење капацитета болнице..,
Медицинске збирке су вероватно ушле у фонд Јестаственичког одељења Народног музеја али њихову даљу судбину није било могуће утврдити.

## Непомене
1. ↑  Министраству просвете и правде је било поверено „надзирање над болницама и над прочима
обштеполезним заведенијима“. Јавне болнице су у то време сматране добротворним установама биле су издржаване из добротворних фондова којима је управљало поменуто Министарство. Међутим, 1844. године су надлежности министарстава разграничене и болнице су стављене под старање Министарства унутрашњих дела.[3]
2. ↑  Израз „лекари“ користио се за лица која се баве лечењем али немају звање доктора медицине. То
су били магистри хирургије, патрони хирургије и емпирици који су због недостатака доктора медицине вршили државну службу у окрузима. Доктори медицине имали су назив „физикус“.
3. ↑  Под притиском ставобранитеља, кнез Михаило Обреновић је напустио Србију августа 1842. године, а за новог владара је изабран Александар Карађорђевић. Избор Александра Карађорђевића Порта је потврдила ферманом 26. окт/7. нов. 1843, али је избор поновљен на Народној скупштини јуна 1843. године. У јулу је Порта издала берат којим је признала поновљени избор.
4. ↑  Овај датум слави се као Дан Војномедицинске академије